# Марченко, Владимир Николаевич
Влади́мир Никола́евич Ма́рченко (род. 22 сентября 1952, Грозный, СССР) — советский гимнаст, призёр чемпионата мира и Олимпийских игр, мастер спорта СССР международного класса.

## Биография
Родился 22 сентября 1952 года в Грозном. Выступал за спортивное общество «Динамо» (Грозный). Тренер Ким Ефимович Вассерман.
Принимал участие в Универсиаде 1973 года в Москве. На чемпионате мира 1974 года в Варне (Болгария) завоевал бронзу в упражнениях на брусьях и серебро в командном зачёте.
Участник летних Олимпийских игр 1976 года в Монреале в составе команды гимнастов, где завоевал две серебряные награды.
Первый в мире исполнитель двойного сальто назад с поворотом на 360 градусов в вольных упражнениях.

## Награды
- Орден «Знак Почёта» (1976).

## Интересные факты
- Именем Марченко в гимнастике названы Подъём Марченко[6] и Сальто Марченко[7].